# Aeroporto Internazionale Toncontín
L'Aeroporto Internazionale Toncontín è uno scalo aereo che serve la capitale honduregna Tegucigalpa.
Situato a 6 km dal centro della città, è considerato uno degli aeroporti più pericolosi al mondo in quanto in fase di atterraggio la rotta prevede che gli aerei attraversino aree molto in prossimità delle montagne; un'altra complicanza è la pista che è molto corta (2 km circa).

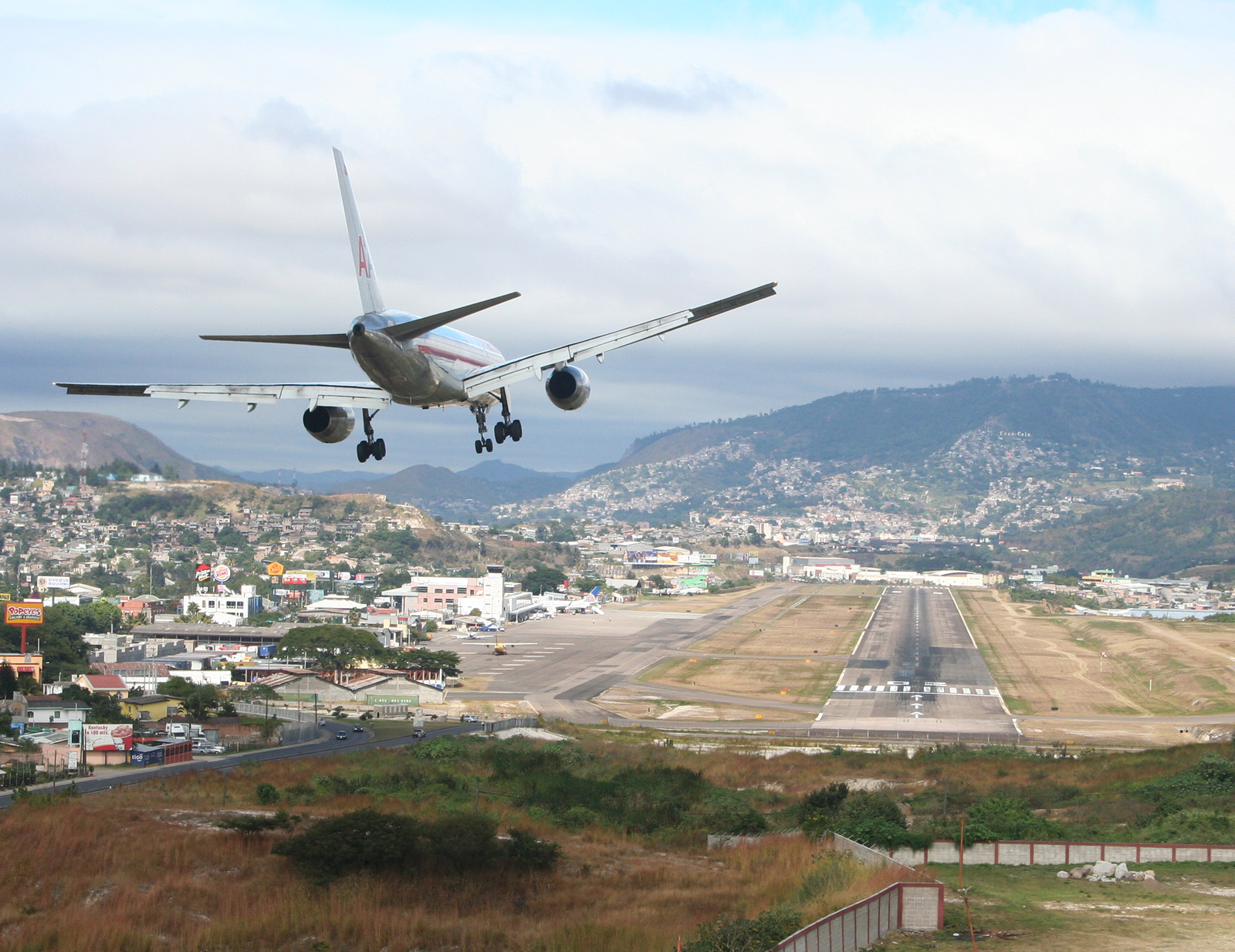
Un Boeing 757 della American Airlines atterra a Toncontín.

Nel 2008, in seguito allo schianto del volo TACA 390, il presidente Manuel Zelaya ha ordinato la chiusura dell'aeroporto, ritenendolo troppo pericoloso. Un altro scalo aereo è stato quindi costruito presso la base aerea di Soto Cano e inaugurato il 15 settembre 2021. Nel nuovo aeroporto Internazionale di Comayagua sono quindi convogliati tutti i voli internazionali precedentemente destinati al Toncontín. Quest'ultimo è rimasto aperto pur venendo utilizzato dagli aerei più piccoli.

## Storia
La guerra civile del 1924 fece capire al presidente Tiburcio Carías Andino che l'importanza strategica dell'aviazione in Honduras, un paese montuoso e con scarsi collegamenti terrestri, oltre ad essere un'arma militare strategica. Per questi motivi e con la crescita dell'aviazione commerciale e la nascita dell'aeronautica honduregna, il generale Carías acquisì il terreno che sarebbe diventato l'aeroporto di Toncontín nel 1933. Il 5 gennaio 1934, l'aeroporto fu inaugurato con l'atterraggio di un Douglas DC-3 della Pan American World Airways. Mesi dopo TACA aprì "Hotel Toncontín" per accogliere i passeggeri in transito e la Pan-Am costruì un hangar.
Durante la guerra del calcio del 1969, l'aeroporto di Toncontín fu uno dei principali obiettivi dell'aeronautica salvadoregna e fu bombardato in diverse occasioni, impedendo così all'aviazione honduregna di far decollare i suoi aerei. Lo scalo è stato riparato nel giro di pochi giorni e gli honduregni hanno potuto così rispondere agli attacchi.

### La sospensione dei voli
Il 30 maggio 2008, in seguito allo schianto del volo TACA 390 l'allora presidente honduregno Manuel Zelaya ha annunciato che tutte le operazioni di aeromobili di grandi dimensioni si sarebbero spostate alla base aerea di Soto Cano. Questa mossa sposterebbe effettivamente tutto il traffico internazionale da Toncontín, limitandone l'uso ai soli voli nazionali e agli aerei di dimensioni più piccole.
L'Organizzazione internazionale dell'aviazione civile (ICAO) ha completato una revisione di Toncontín e ha formulato alcune raccomandazioni sulla sicurezza. Il 25 giugno 2008, il presidente Zelaya ha ribadito la sua posizione di limitare il traffico aereo internazionale da e per Toncontín e ha annunciato la sua intenzione di formare una commissione che avrebbe supervisionato l'attuazione delle raccomandazioni sulla sicurezza del rapporto dell'ICAO.
L'8 luglio 2008, il presidente Zelaya ha annunciato la riapertura dell'aeroporto di Toncontín in una conferenza stampa a seguito di un incontro di tre ore con uomini d'affari, che avevano chiesto la ripresa dei voli commerciali a Toncontín a causa dell'eccessiva distanza tra la base aerea di Soto Cano e Tegucigalpa. Zelaya ha ribadito che tutti i voli commerciali alla fine avrebbero utilizzato il nuovo aeroporto di Soto Cano dal 2009. Questo, tuttavia, è stato cancellato dopo che Zelaya è stato rimosso dall'incarico il 28 giugno 2009, durante il colpo di Stato in Honduras del 2009. I voli internazionali hanno continuato a operare per Toncontín fino al 15 novembre 2021.

### Incidenti
- 7 giugno 1962: un Curtiss C-46 Commando, (HR-SAL), un volo cargo operato da SAHSA, atterrò a Toncontín quando il carrello sinistro crollò durante l'atterraggio. Entrambi i membri dell'equipaggio sono sopravvissuti ma l'aereo è stato danneggiato in modo irreparabile[1].
- 30 giugno 1966: un Douglas DC-6, (HR-TNG), operato da Transportes Aéreos Nacionales ha invaso la pista durante l'atterraggio ed è stato distrutto da un incendio[1].
- 20 febbraio 1967: un Douglas DC-6, (HR-SAS) operato da SAHSA ha invaso la pista mentre tentava di atterrare sulla pista 01 a Toncontín. Secondo i rapporti dell'equipaggio, il meccanismo di spinta inversa non si è attivato e l'equipaggio ha dovuto frenare bruscamente provocando l'incendio di due pneumatici. Il carrello anteriore ha scavalcato la pista in un fosso, seguito dalla gamba sinistra del carrello principale. Su 50 passeggeri e 5 membri dell'equipaggio a bordo, 4 sono rimasti uccisi[1].
- 25 novembre 1969: un Douglas DC-3, (HR-ANA), operato da SAHSA si è schiantato durante un tentativo di atterraggio sulla pista 01 a Toncontín. Una forte raffica di vento ha colpito l'aereo durante il flare spingendolo verso gli edifici del terminal. L'equipaggio si è allontanato con la forza dagli edifici e si è schiantato. Tutti i 15 passeggeri e 3 membri dell'equipaggio sono sopravvissuti[1].
- 26 maggio 1970: un de Havilland Heron operato da Aero Servicios si schianta durante l'avvicinamento alla pista 19, a 1,5 km dall'aeroporto. L'aereo ha virato ripidamente a sinistra e si è schiantato in una valle vicina. La causa dell'incidente è stata attribuita ad uno stallo determinato da condizioni di vento turbolento a bassa quota. 4 passeggeri e 2 membri dell'equipaggio sono stati uccisi[1].
- 25 febbraio 1989: un Douglas DC-6 (HR-AKZ) di proprietà privata colpì una montagna durante l'avvicinamento a Toncontín e si schiantò. Tutte le 10 persone a bordo sono state uccise.[28]
- 21 ottobre 1989: il volo Tan-Sahsa 414, un Boeing 727-200 in avvicinamento alla pista 01 a Toncontín, si è schiantato contro una collina vicina, uccidendo 131 delle 146 persone a bordo. La causa dell'incidente è stata attribuita a un errore del pilota che ha ignorato le procedure di avvicinamento prescritte[1].
- 1º aprile 1997: un Lockheed C-130 Hercules dell'aeronautica americana ha superato la pista di Toncontín e si è schiantato su uno svincolo autostradale civile, dove ha preso fuoco. La causa dell'incidente è stata attribuita all'eccessiva velocità durante l'atterraggio, che ha provocato un bagliore prolungato. L'aereo è atterrato a 2.000 piedi (610 m) oltre la soglia della pista 02[1].
- 30 maggio 2008: il volo TACA 390, un Airbus A320, ha invaso la pista dopo essere atterrato sulla pista 02 a Toncontín. L'aereo è precipitato per 20 metri lungo un terrapieno e si è fermato su una strada. 3 delle 124 persone a bordo e 2 persone a terra sono rimaste uccise[1].
- 14 febbraio 2011: il volo Central American Airways 731, un Let L-410 Turbolet, si è schiantato durante l'avvicinamento a Toncontin a 20 km dall'aeroporto, a Las Mesitas, Municipio de Santa Ana. Tutti i 14 a bordo sono rimasti uccisi[1].
- 22 maggio 2018: un jet Gulfstream G200 noleggiato in volo dal Texas all'Honduras si è schiantato all'aeroporto internazionale di Toncontín nella capitale dell'Honduras. Almeno sei americani sono rimasti feriti. L'aereo Gulfstream G200 era su un volo privato da Austin, in Texas, quando è scivolato fuori pista. Le autorità hanno fornito resoconti contrastanti su quanti fossero a bordo, alcuni dicendo sei o nove, ma un funzionario di polizia ha detto "Grazie a Dio non ci sono vittime". Un testimone ha detto all'AFP di aver aiutato cinque uomini e una donna a scendere dall'aereo, tutti "praticamente illesi". Il jet esecutivo, che si è diviso a metà, ha virato in un fosso, ha detto un funzionario honduregno ai media locali[2].